# Adriana de Oliveira
Adriana de Oliveira (Santo André, 11 de agosto de 1969 — Ouro Fino, 27 de janeiro de 1990) foi uma das modelos de maior sucesso no Brasil do fim da década de 1980. Sensação de capas e editoriais das mais importantes revistas nacionais da época, ela chegou a figurar na lista das dez mulheres mais lindas do planeta em  1989, após sua classificação na final mundial do Supermodel of the World, realizada em Los Angeles nos Estados Unidos.
A modelo morreu após ingerir com amigos um coquetel de drogas, álcool e tranquilizantes em um sítio no interior de Minas Gerais, num dos casos de maior repercussão midiática já ocorridos no Brasil envolvendo o uso de drogas. Apesar da comoção em torno do caso, ninguém foi responsabilizado ou condenado, pois segundo a justiça não houve vontade dos três envolvidos em perpetrar sua morte.

## Primeiros anos
Filha da dona de casa Amélia Chiarato e do metalúrgico aposentado da Mercedes Benz Nélson de Oliveira, família de classe média paulista, Adriana nasceu e cresceu numa travessa da Vila Pires, em Santo André, cidade industrial do ABC paulista, com o único irmão, Ivan Oliveira, dois anos mais velho.
Tida como meiga e muito estudiosa por quem a conhecia, durante a infância e a adolescência teve algumas comodidades, como praticar natação e ter aulas particulares de piano por cinco anos. Caseira, costumava ajudar a mãe nas tarefas domésticas e era fã das bandas Ira! e Legião Urbana, bem como do cantor Cazuza. Adriana também gostava de praticar esportes, como body boarding e full contact, este último aconselhada pelo namorado, Ciro Marques, que conheceu nos tempos de escola.
Antes de se tornar modelo conhecida, formou-se como técnica em processamento de dados na Escola Técnica Estadual Lauro Gomes, na vizinha cidade de São Bernardo do Campo, em 1987.

## Carreira

### Ascensão meteórica
Em 1985, aos quinze anos, Adriana foi sorteada em uma festa de bairro e recebeu como prêmio um curso de manequim. Embora não se empolgasse tanto por essa carreira, incentivada pelo irmão ela procura uma agência de modelos um ano depois e faz suas primeiras fotos pouco pretensiosas. Contratada pela L'equipe Agence, Adriana começa a ser chamada para fazer pequenos desfiles e catálogos de moda, incluindo uma campanha de Natal para as lojas Mesbla e a capa da revista Carícia, até então seus maiores trabalhos.
Aos dezoito anos e com perfil de modelo fotográfico e de passarela, em virtude de ter corpo e rosto indistintamente fotogênicos, a «Cinderela de Santo André», como viria a ser conhecida, é então convidada a fazer parte do casting da agência de modelos Class, em São Paulo, uma das mais renomadas de então no Brasil, filiada à Ford Models americana. Em pouco tempo, sua agenda já tem uma média de vinte e cinco contratos por mês, tornando-se a modelo mais requisitada da agência. O sucesso repentino também logo a levaria a passar uma temporada no Japão.

### «O rosto dos anos 90»
Sua carreira se consolida de fato em junho de 1989, ao derrotar sete mil outras concorrentes e vencer em primeiro lugar a etapa brasileira do concurso Supermodel of the World. Em agosto do mesmo ano, disputa a final mundial em Los Angeles e fica entre as dez finalistas. Após a vitória, os convites para participar de desfiles, ensaios fotográficos e comerciais — Palmolive, Bob's, Pool, Mappin, Bis, Divina Decadência, entre outros — multiplicam-se. Adriana passa também a figurar nas páginas das revistas mais festejadas da época, como Nova, Máxima, Moda Brasil, Manequim, Cláudia e Faça Fácil.
Sobre o sucesso meteórico da carreira da modelo, a revista Manchete publicou em 1990:
Linda, extraordinariamente linda, mas ainda em estado bruto. Foi assim que Adriana de Oliveira, então com apenas dezoito anos, chegou à agência Class. Book embaixo do braço — o logotipo de toda modelo —, roupas desgrenhadas, gírias tipicamente surfistas e pequenos trabalhos publicados na mídia até então. Mas os agentes da Class viram na moça de Santo André um enorme potencial e resolveram investir nela. Um ano mais tarde, Adriana já era a modelo mais requisitada da agência, afiliada à Ford Models americana. (...) Após vencer o disputado concurso Supermodel of the World, em 1989, a modelo estava pronta para se firmar como 'o rosto dos anos 90'.
No fim de 1989, com apenas dois anos de trabalho e já elevada à categoria de top model, é incluída em uma lista das dez modelos de maior sucesso no planeta daquele ano. Semanas antes de sua morte, em janeiro de 1990, a modelo tinha viagem marcada para a Alemanha e havia posado para quatro revistas internacionais — duas americanas e duas canadenses. Parte das fotos foi feita pela prestigiada fotógrafa de moda norte-americana Carol Weinberg.

## Morte

### Antecedentes
Mesmo antes de sua carreira de modelo deslanchar, ainda no fim da adolescência, ela conheceu Ciro Roberto de Azevedo Marques, na época estudante do terceiro ano de direito da Faculdade de Direito de São Bernardo do Campo, com quem começou a namorar. Com ele, Adriana fazia planos de se casar e ir morar no litoral paulista após o fim da carreira. Ciro era amigo de Dagoberto da Costa, que namorava a também modelo Claudia Bassaneto, que conheceu Adriana enquanto trabalhavam no Japão. Ambos os casais costumavam sair juntos em virtude das afinidades que compartilhavam.
Na noite de sexta-feira, 26 de janeiro de 1990, após saírem da festa de casamento do irmão de Ciro, os quatro decidiram improvisadamente viajar para o sítio «Vale a Vista», a 40 quilômetros de Ouro Fino, interior de Minas Gerais. Os três então embarcaram no Gol branco de Adriana e partiram, chegando lá de madrugada.
No sábado de 27 de janeiro, pela manhã, segundo os laudos, Adriana bebeu álcool e usou drogas com os amigos. Já por volta das 15 horas, ela se sentiu mal enquanto admirava a paisagem no pátio com um binóculo, caiu no chão e começou a se contorcer e a gritar em convulsões. Nenhum de seus amigos conseguiu segurá-la em virtude da agitação e, com medo de levá-la ao hospital devido ao estado em que se encontravam, tentaram reanimá-la ali mesmo com respiração boca a boca e jatos de água fria no rosto. Ao perceber que a modelo não melhorava após duas horas de tentativas de salvamento, com a ajuda de um vizinho que, avisado pelo filho, veio socorrê-la, o grupo resolveu finalmente levá-la às pressas ao hospital.
Com o rosto pálido, as pupilas dilatadas e as extremidades roxas pela falta de oxigenação, a modelo já chegou morta à Santa Casa de Misericórdia de Ouro Fino em virtude de uma parada cardiorrespiratória. Meia hora após a morte cerebral ser constatada, a polícia chegou ao local para providenciar a remoção de seu corpo para Pouso Alegre, onde passaria por exames cadavéricos.
Na matéria «Pó, fumo e bola», de 14 de fevereiro de 1990, a revista Veja publicou:
Até o momento em que pôs os pês no sítio Vale a Vista, Adriana dava a impressão de ser uma dessas pessoas abençoadas, para quem nada dá errado na vida. (...) As colegas lembram dela como uma profissional disciplinada, cumpridora de seus horários, e tão bem humorada que chegava a parecer um pouco ingênua em determinadas ocasiões. É certo, no entanto, que nem tudo corria bem na vida daquela filha de operários que se tornara um sucesso milionário. (...) O coquetel de drogas encontrado no organismo de Adriana é uma mistura explosiva que funciona no cérebro de forma tal que uma substância aumenta o poder da outra até um nível insuportável. (...) pode matar uma pessoa porque as células cerebrais são inundadas de substâncias tóxicas e de outras, reguladoras, produzidas pelo próprio organismo, que passam a dar ordens desreguladas ao corpo.
Dias depois, o laudo 1.363/90, que continha os exames das vísceras da modelo, detectou uma combinação fatal de várias substâncias, como cocaína, maconha, álcool e tranquilizante Diazepan. O Diazepan é comumente encontrado em pílulas de emagrecimento. Segundo o laudo, a modelo havia ingerido uma quantidade seis vezes maior do que aquela considerada letal ao ser humano.

### Inquérito policial
Seu namorado e o casal acompanhante foram, na época, acusados de omissão de socorro e tentativa de ocultar a verdadeira causa da morte. No sítio, foram encontrados um espelho quebrado, usado para cheirar cocaína, e tubos para aspiração desse pó, embora desde o primeiro momento o namorado e o casal de amigos da top model tenham garantido que ela não havia ingerido cocaína. No entanto, constatou-se que antes de a polícia civil chegar ao local uma limpeza havia sido feita na casa por parte de uma tia de Dagoberto da Costa.
Dias depois, o delegado de Pouso Alegre, Carlos Augusto Camargo da Silva, encarregado do caso, viajou para São Paulo com um mandado de prisão preventiva para Ciro, Cláudia e Dagoberto. Nessa ocasião, os três haviam desaparecido, tornando-se portanto foragidos da justiça.
O processo jurídico da morte da modelo se arrastou até novembro de 1992 e a decisão tomada por três desembargadores da Primeira Câmara Criminal do Tribunal de Justiça de Belo Horizonte foi de «impronunciamento», o que significou que eles não seriam levados a júri por homicídio em virtude da falta de provas concretas das responsabilidades, apesar de terem assumido o risco na morte da modelo por não a terem levado imediatamente ao hospital. Os advogados de defesa dos réus alegaram que a fatalidade poderia ter ocorrido com qualquer um deles, tese não aceita pelos advogados da família de Adriana.
Ninguém foi responsabilizado ou condenado, pois segundo a justiça «não houve vontade dos três em perpetrar a morte da modelo».

### Repercussão do caso
A morte trágica de Adriana de Oliveira, de apenas 20 anos e no auge de sua carreira, atraiu enorme atenção da mídia, que não cessou de publicar matérias sobre o caso durante os dois primeiros anos até a decisão do inquérito sobre o ocorrido, divulgado em novembro de 1992. As matérias continham títulos como «Mistério na morte da top model», «A morte da modelo» ou «Por que uma vida tão cor-de-rosa acaba em overdose de drogas».
Na revista Veja de 2 dezembro de 1992, após ser divulgada a decisão sobre o julgamento do caso, saiu a matéria «Sem culpados», na qual se lia:
Poucas vezes o perigo que se oculta por trás do 'barato das drogas' ficou tão evidente no país como no dia 27 de janeiro de 1990, quando a modelo paulista Adriana de Oliveira ingeriu um coquetel de álcool, cocaína, maconha e tranquilizantes em seu passeio ao sítio 'Vale a Vista', em Ouro Fino, sul de Minas Gerais. Com 20 anos e uma carreira promissora escrita num lindo rosto iluminado por olhos azuis, Adriana teve convulsões durante quarenta minutos e sofreu uma parada cardiorrespiratória.
Ainda hoje, mesmo passadas mais de três décadas do ocorrido, o caso da modelo sempre vem à tona quando o assunto é o uso de entorpecentes entre jovens no Brasil.